# Shanna
Shanna é uma personagem fictícia de histórias em quadrinhos da editora Marvel Comics.
A personagem apareceu pela primeira vez nos quadrinhos na revista "Shanna the She-Devil #1", de 1972.
O escritor Stan Lee queria criar uma personagem com que atraísse mais leitoras femininas para os quadrinhos da Marvel.
Stan Lee convidou roteiristas mulheres entre elas sua esposa, Jeanie; Linda Fite, esposa do desenhista do Hulk da época, Herb Trimpe; e Caroline, esposa do diretor de promoções da editora, Phil Seuling. 
A reunião dessas mulheres deu origem a três personagens, Shanna, Night Nurse e The Claws of Cat que depois passou a ser conhecida como Tigra.
Origem
Os pais de Shana, Gerald e Patricia O'Hara, viviam no Zaire, país natal de Shana, na África onde o pai era minerador de diamantes.
Um dia seu pai, Gerald O'Hara, ao tentar matar um leopardo, mata acidentalmente a esposa. Traumatizada, Shanna abandona a África e vai morar nos Estados Unidos, tornando-se veterinária e uma promissora carreira como atleta olímpica.
Quando Shanna finalmente resolve retornar a África para visitar o pai, descobre que ele foi sequestrado pelo Mandril, que o leva para a região conhecida como Terra Selvagem. Na busca pelo pai ela mesma torna-se refém do Mandril.
Lorde Kevin Plunder, também conhecido como Ka-Zar o Senhor da Terra Selvagem, toma conhecimento do sequestro e liberta Shanna.
Após descobrir que seu pai foi morto pelo Mandril, Shanna inicia uma perseguição para vingar a morte do pai que a leva da África até Nova York onde é auxiliada por outro heróis do universo Marvel.
Após algumas aventuras a heroína retorna a Terra Selvagem e assume seu romance com Ka-Zar.
Quando uma missão da SHIELD na qual Shanna estava envolvida dá errado, todos ficam presos por meses em uma área remota da Terra Selvagem. Todos os agentes são mortos e apenas ela sobrevive. Wolverine é enviado para ajudá-la e durante a história ela acaba sendo ferida mortalmente. Ao ser revivida por Wolverine com a ajuda de Amadeus Cho e o Homem-Coisa ela adquire uma ligação especial à vida da Terra Selvagem, ligação esta que lhe confere poderes sobrenaturais. 